# フォーマットRADIO 木藤たかおの日曜Press-Club
『フォーマットRADIO 木藤たかおの日曜Press-Club』（フォーマットラジオ きとうたかおのにちようプレスクラブ）とは、南海放送ラジオ（RNBラジオ）で放送されていたラジオ番組。放送開始時は日曜18:00～21:00での放送だった。
2009年10月11日から日曜9:00～12:00に移動、四国放送ラジオ（JRTラジオ）、西日本放送ラジオ（RNCラジオ）、高知放送ラジオ（RKCラジオ）がネット局に加わり、四国AM全局での放送となった。
2014年3月30日の放送をもって終了した。

## パーソナリティ
- 編集長:木藤たかお（元ニッポン放送アナウンサー）
- 編集局員:松本直幸・中塚眞喜子・月岡瞳（ともにRNBアナウンサー）

## ネット局と放送時間
- 2011年4月10日～2014年3月30日（9:00～12:00）
  - 南海放送（制作局）
  - 四国放送（2011年4月3日まで、9:00～11:48）
  - 西日本放送（2010年4月4日まで、9:30～12:00）
  - 高知放送

## 備考
- フォーマットラジオが採用されていた。11時台はプレスクラブ特集となり、文化放送プロデューサーで今治市出身の清水克彦が出演していた(2009年10月4日までは20時台の出演)。

## タイムテーブル
2009年10月11日から最終回まで
(放送時間:9:00～12:00)
- 9:00 オープニング
- 9:05 木藤編集長の目
- 9:20 中塚眞喜子の今日のおめざ♪
- 9:35 日曜プレス!芸能情報!!
- 9:50 イベント情報
- 10:00 ニュースコラム!永田町日記
- 10:20 アラウンド・ザ・ミュージアム
- 10:35 日曜プレス エンタメ情報
  - 週替わりで、スポーツやカラオケ、コンサートに映画などの情報を紹介。
- 10:50 日曜プレス BOOKSランキング
  - 明屋書店協力
- 11:00 めぐり逢った人（南海放送のみ）
- 11:05 プレスクラブ特集!言ってなんぼ!!
- 11:55 日曜プレス編集後記

2009年10月4日まで
(放送時間:18:00～21:00)
- 18:00 ニュース
- 18:05 合ちゃんのヤクルトスワローズ応援隊
- 18:15 ニュース
- 18:30 ニュース
- 18:35 ズーパーの熱く語ろう!（偶週）
- 18:45 ニュース
- 18:50 明屋書店Booksランキング
- 19:00 ニュース
- 19:05 中塚眞喜子のごゆるり倶楽部
- 19:15 ニュース
- 19:20 日曜クラブ カラオケランキング
- 19:30 ニュース
- 19:35 愛媛マンダリンパイレーツ〜海賊クラブ〜
- 19:45 ニュース
- 20:00 ニュース
- 20:15 ニュース
- 20:30 ニュース
- 20:45 ニュース